# Lõhmu raba
Lõhmu raba är en sumpmark i Estland. Den ligger i landskapet Järvamaa, i den centrala delen av landet, 60 km sydost om huvudstaden Tallinn.